# Alena Fusková
Alena Fusková – czechosłowacka biathlonistka. W Pucharze Świata zadebiutowała 29 lutego 1984 roku w Chamonix, gdzie zajęła 22. miejsce w biegu indywidualnym. Tym samym już w swoim debiucie zdobyła pierwsze punkty. Nigdy nie stanęła na podium w zawodach indywidualnych. W 1984 roku wystąpiła na mistrzostwach świata w Chamonix, gdzie zajęła 22. miejsce w biegu indywidualnym i 24. miejsce w sprincie. Podczas rozgrywanych rok później mistrzostw świata w Egg była czwarta w biegu indywidualnym, przegrywając walkę o brązowy medal z Evą Korpelą ze Szwecji o 0,8 sekundy. Na tej samej imprezie była także piąta w sprincie. Nigdy nie brała udziału w igrzyskach olimpijskich.

## Osiągnięcia

### Mistrzostwa świata
| Rok  | Miejscowość | Konkurencje | Konkurencje | Konkurencje | Konkurencje | Konkurencje | Konkurencje | Konkurencje |
| Rok  | Miejscowość | IN          | SP          | PU          | MS          | RL          | MR          | SR          |
| ---- | ----------- | ----------- | ----------- | ----------- | ----------- | ----------- | ----------- | ----------- |
| 1984 | Chamonix    | 22.         | 24.         | nd.         | nd.         | –           | nd.         | –           |
| 1985 | Egg         | 4.          | 5.          | nd.         | nd.         | –           | nd.         | –           |

### Puchar Świata

#### Miejsca w klasyfikacji generalnej
| Sezon     | Miejsce |
| --------- | ------- |
| 1983/1984 | ?       |
| 1984/1985 | ?       |

#### Miejsca na podium chronologicznie
Fusková nigdy nie stanęła na podium indywidualnych zawodów PŚ.